# Автошлях Т 0441
Автошля́х Т 0441 — автомобільний шлях територіального значення у Дніпропетровській області. Пролягає територією Петриківського району через Лобойківку — Петриківку. Загальна довжина — 7,6 км.

## Маршрут
Автошлях проходить через такі населені пункти:
| Автошлях Т 0441          |           |
| Дніпропетровська область |           |
| Петриківський район      |           |
| Лобойківка               | Н31Т 0414 |
| Мала Петриківка          | Н31       |
| Петриківка               | Н31Т 0414 |